# Creysseilles
Creysseilles ist eine französische Gemeinde mit 156 Einwohnern (Stand: 1. Januar 2022) im Département Ardèche in der Region Auvergne-Rhône-Alpes; sie gehört zum Arrondissement Privas und zum Kanton Privas. 

## Geographie
Creysseilles liegt etwa 27 Kilometer nordwestlich von Montélimar. Umgeben wird Creysseilles von den Nachbargemeinden Saint-Étienne-de-Serre im Norden, Pranles im Osten und Nordosten, Veyras im Süden und Südosten, Pourchères im Süden und Südwesten sowie Ajoux im Westen.

## Bevölkerungsentwicklung
| Jahr                       | 1962 | 1968 | 1975 | 1982 | 1990 | 1999 | 2006 | 2013 |
| Einwohner                  | 144  | 114  | 98   | 107  | 116  | 110  | 131  | 126  |
| Quellen: Cassini und INSEE |      |      |      |      |      |      |      |      |

## Sehenswürdigkeiten

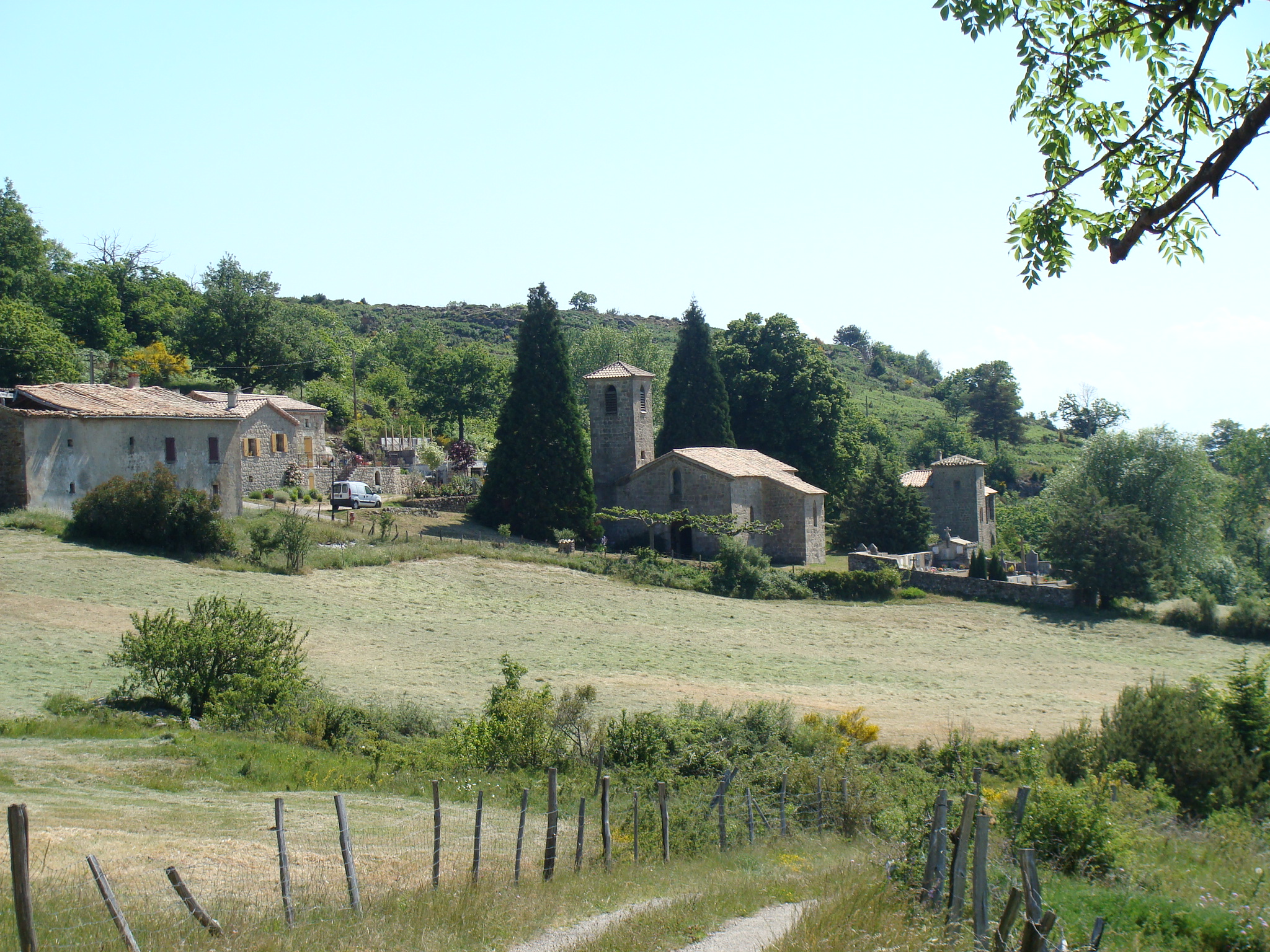
Kirche Saint-André

- Kirche Saint-André